# グラント・アベニュー駅 (INDフルトン・ストリート線)
グラント・アベニュー駅（Grant Avenue）はブルックリン区のグラント・アベニューとピトキン・アベニュー交差点に位置するニューヨーク市地下鉄INDフルトン・ストリート線の駅である。A系統が終日停車する。また、フルトン・ストリート線内の駅でブルックリン区内最東端となっている。東でクイーンズ区に入って旧BMTの高架線となる。

## 歴史
駅付近は1940年に建設が開始されたが、まだ駅自体の建設は計画されておらず、この工事は第二次世界大戦の影響で1942年からしばらくの間中断していた。1949年に駅の建設が提案され、駅の開業は1956年4月29日となり、その3日前である同年4月26日にBMTフルトン・ストリート線の同名の駅は廃止された。

## 駅構造
| G           | 地上階                     | 出入口 |
| G           | 駅舎                       | 改札、駅員詰所 |
| B1 ホーム階 | 北行線                     | ← インウッド-207丁目駅行き (ユークリッド・アベニュー駅) ← 深夜帯シャトル列車：ユークリッド・アベニュー駅行き (終点) |
| B1 ホーム階 | 島式ホーム、左側ドアが開く | |
| B1 ホーム階 | 南行線                     | → ファー・ロッカウェイ-モット・アベニュー駅行き、オゾン・パーク-レファーツ・ブールバード駅行き、ロッカウェイ・パーク-ビーチ116丁目駅行き (80丁目駅) → → 深夜帯シャトル列車：オゾン・パーク-レファーツ・ブールバード駅行き (80丁目駅) → |
| B2 下層階   | 車庫線                     | → 定期運行なし |
| B2 下層階   | 車庫線                     | → 定期運行なし |

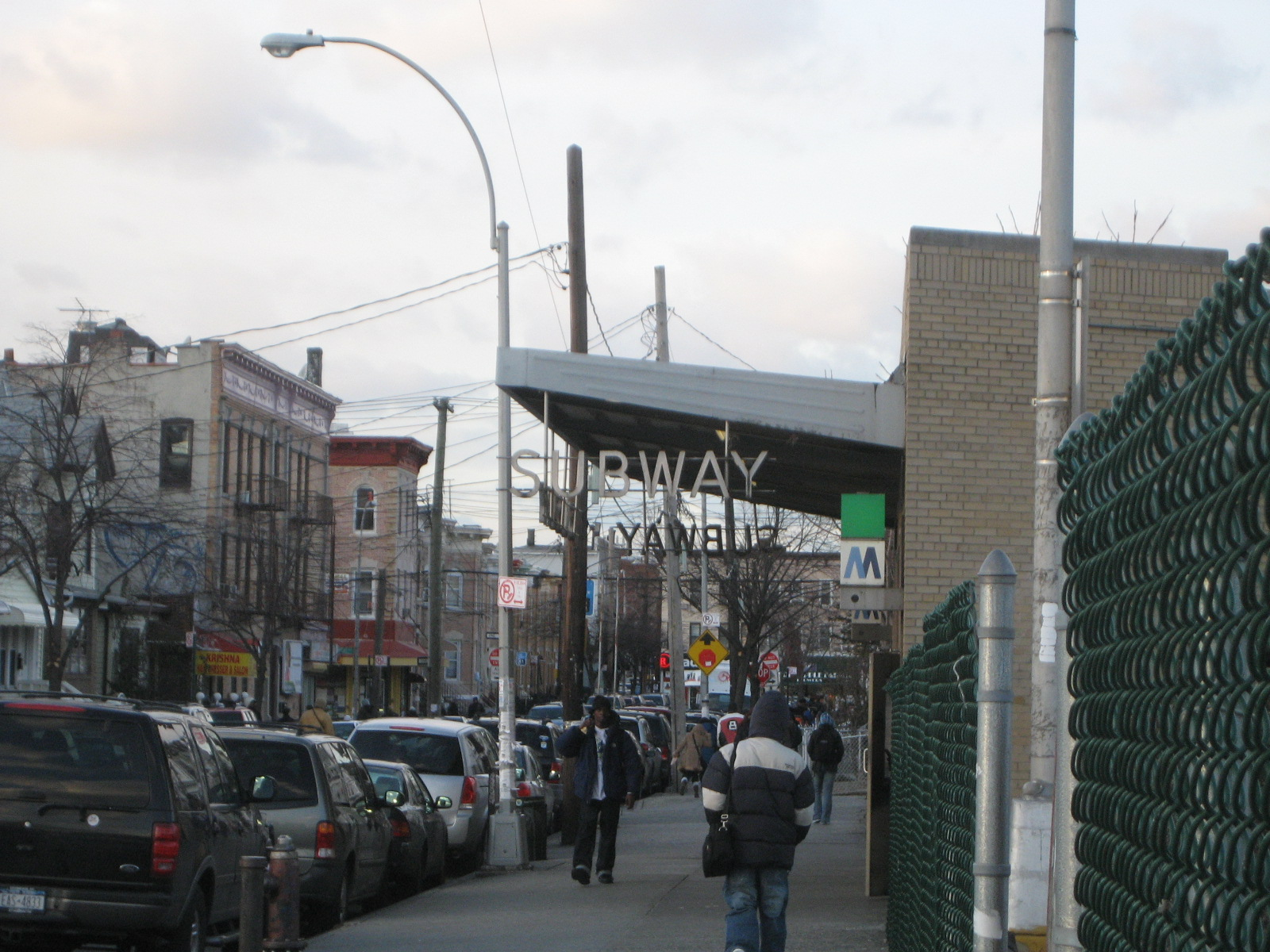
入口

駅は島式ホーム1面2線の構造を持つ。駅のタイルは緑色で、柱はタイル張りとなっている。
駅の東で高架に上がって旧BMTフルトン・ストリート線の区間に入る。トンネル坑口の手前でピトキン車両基地からの単線が合流し、旧BMT区間では3線となる。

### 出口
レンガ造りの駅舎が地上のグラント・アベニューとピトキン・アベニュー交差点の北西に1つあり、改札からホームへは階段が3つある。駅はNYCDOTパークアンドライドの隣にある。